# Прарабдха-карма
Прара́бдха-ка́рма (IAST: Prārabdha-karma) — один из трёх видов кармы в индуизме. Это та часть прошлой кармы, или санчита-кармы, которая приносит плоды в настоящий момент и влияет на жизнь и судьбу индивида в его настоящем воплощении в круговороте рождения и смерти самсаре. Это та часть кармы, плоды которой пришло время пожинать. Её практически нельзя избежать или изменить. Избавиться от неё возможно только пройдя через неё, заплатив свои прошлые долги. Прарабдха-карма — это карма которая начала действовать и приносить плоды. Это определённые элементы кармы, выбранные из общей массы санчита-кармы.
В ведантической литературе приводится одна интересная история, которая наглядно иллюстрирует механизм прарабдха-кармы. Лучник только что выпустил стрелу из своего лука. Он не может вернуть её назад. Он готовится выпустить ещё одну стрелу. Колчан со стрелами за его спиной олицетворяет санчита-карму; стрела, которую он уже выпустил — прарабдха-карму; и стрела, которую он готовится выстрелить — криямана-карму. Из этих трёх, лучник обладает полным контролем над санчитой и крияманой, но он должен будет непременно получить результат прарабдхи. Прошлые кармические реакции, которые начали проявляться, непременно будут получены.
Существует ещё одна аналогия, в которой амбар представляет собой санчита-карму; то количество продуктов, которое было взято из амбара и выставлено на продажу, является крияманой; и то, что продаётся ежедневно — прарабдхой.